# Campo Santa Margherita

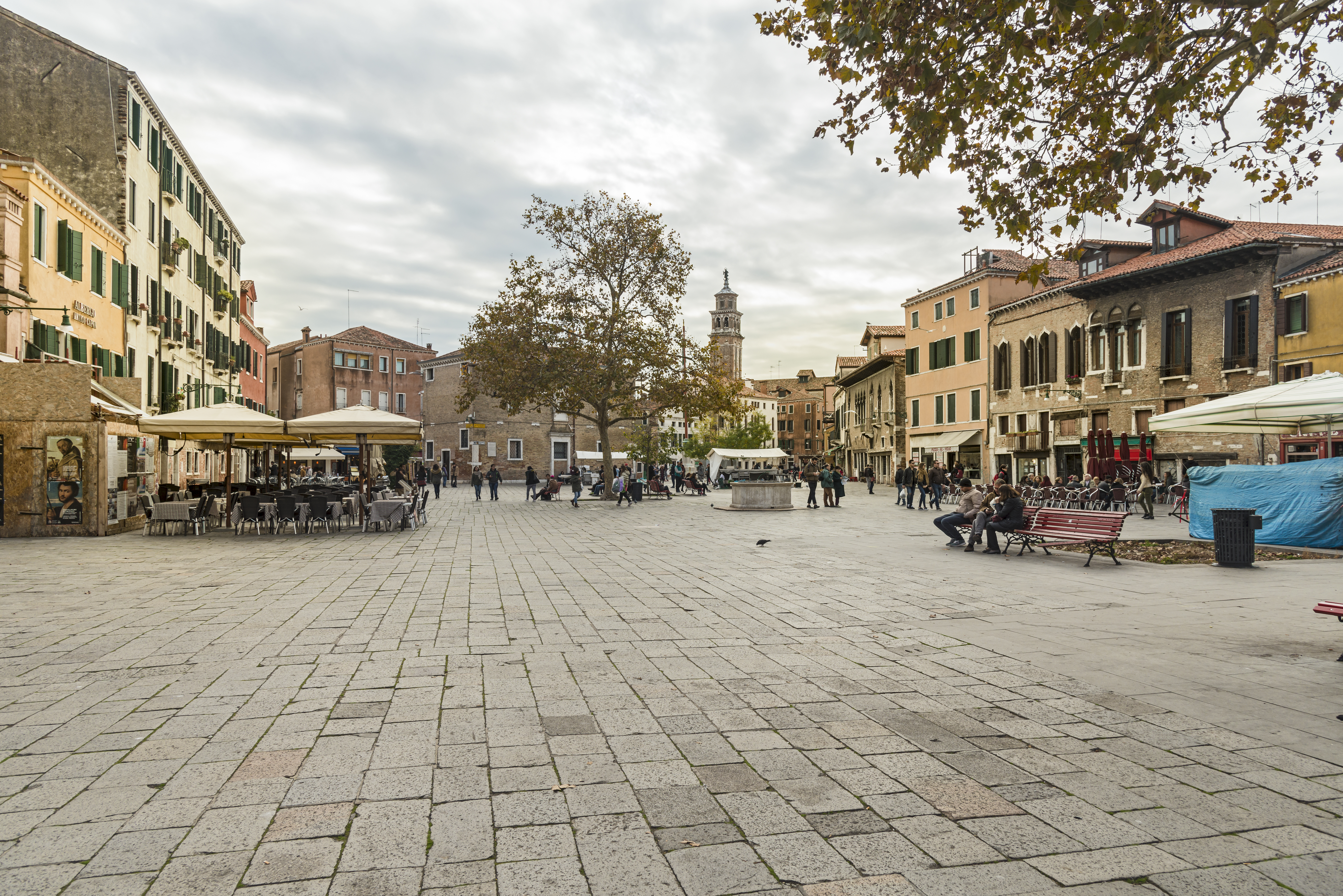
Blick über den Platz Richtung Süden mit dem Turm der Karmeliterinnenkirche

Der Campo Santa Margherita, auch Santa Margerita, ist der zweitgrößte Platz rechts des Canal Grande in Venedig nach dem Campo San Polo. Er befindet sich im Sestiere Dorsoduro und ist eines der wenigen  Zentren studentischen Lebens. Seinen Namen erhielt der Platz nach der hl. Margareta von Antiochia. Die Gemeindekirche wurde unter Napoleon profaniert, heute dient sie als Aula der Universität. Der Campanile oder Glockenturm wurde 1880 wegen Einsturzgefahr partiell abgetragen, so dass heute nur noch ein Stumpf existiert.

## Geschichte, Gebäude

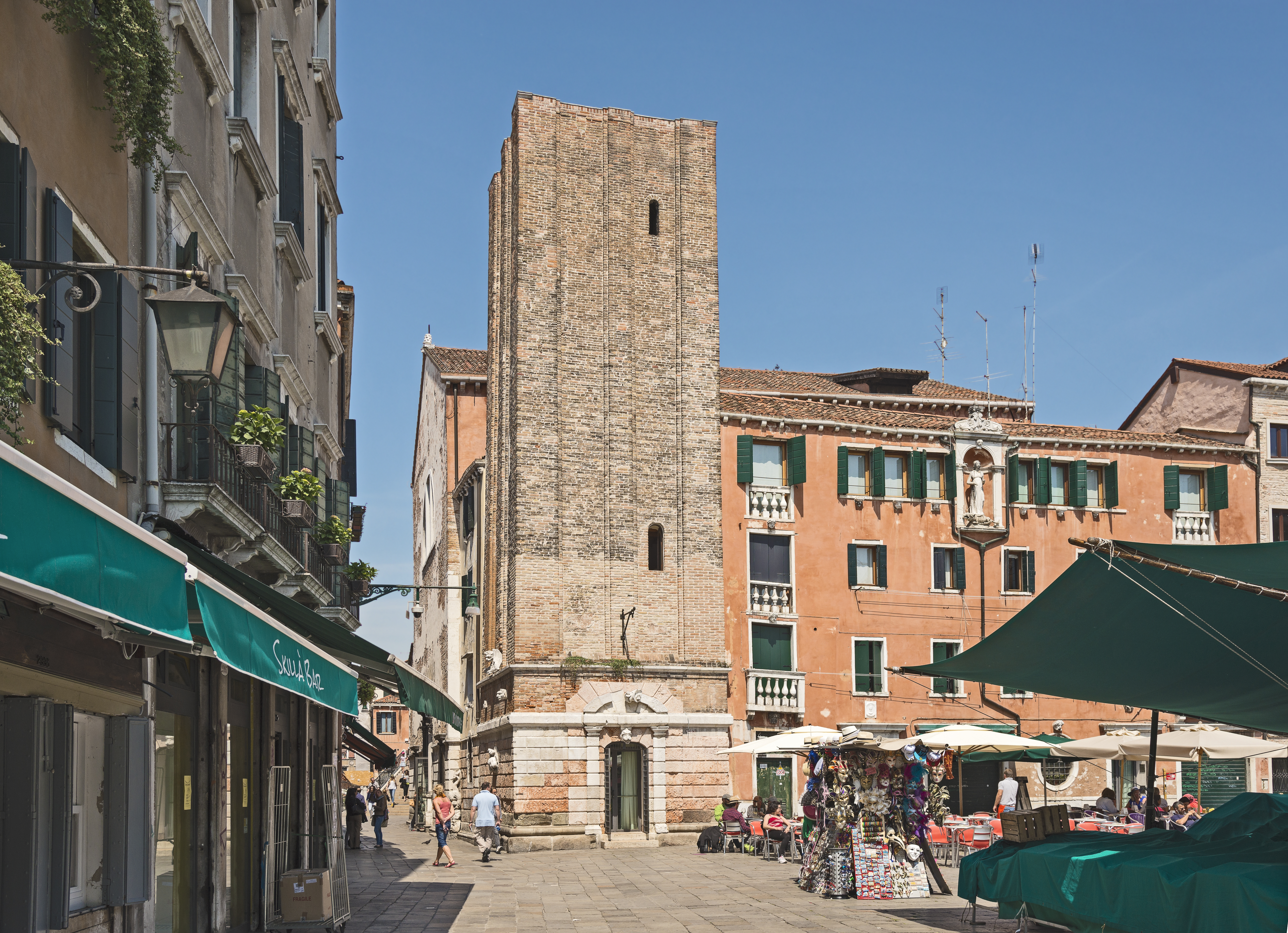
Der „abgeschnittene“ Glockenturm der säkularisierten Gemeindekirche

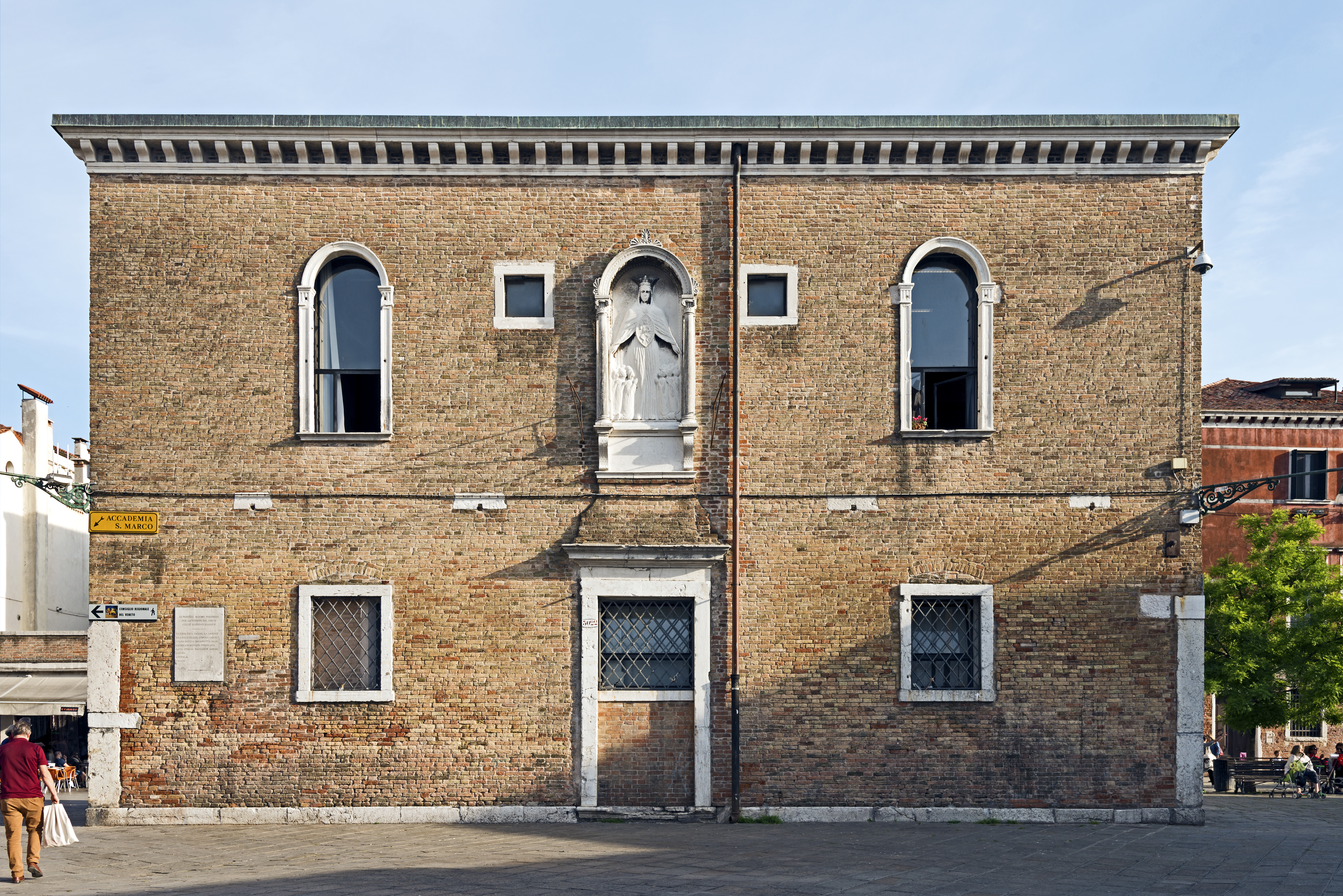
Das 1725 errichtete Gebäude der Scuola dei Varoteri, der Gerberzunft, das bis 1863 an einem Rio, wie in Venedig die Kanäle genannt werden, lag

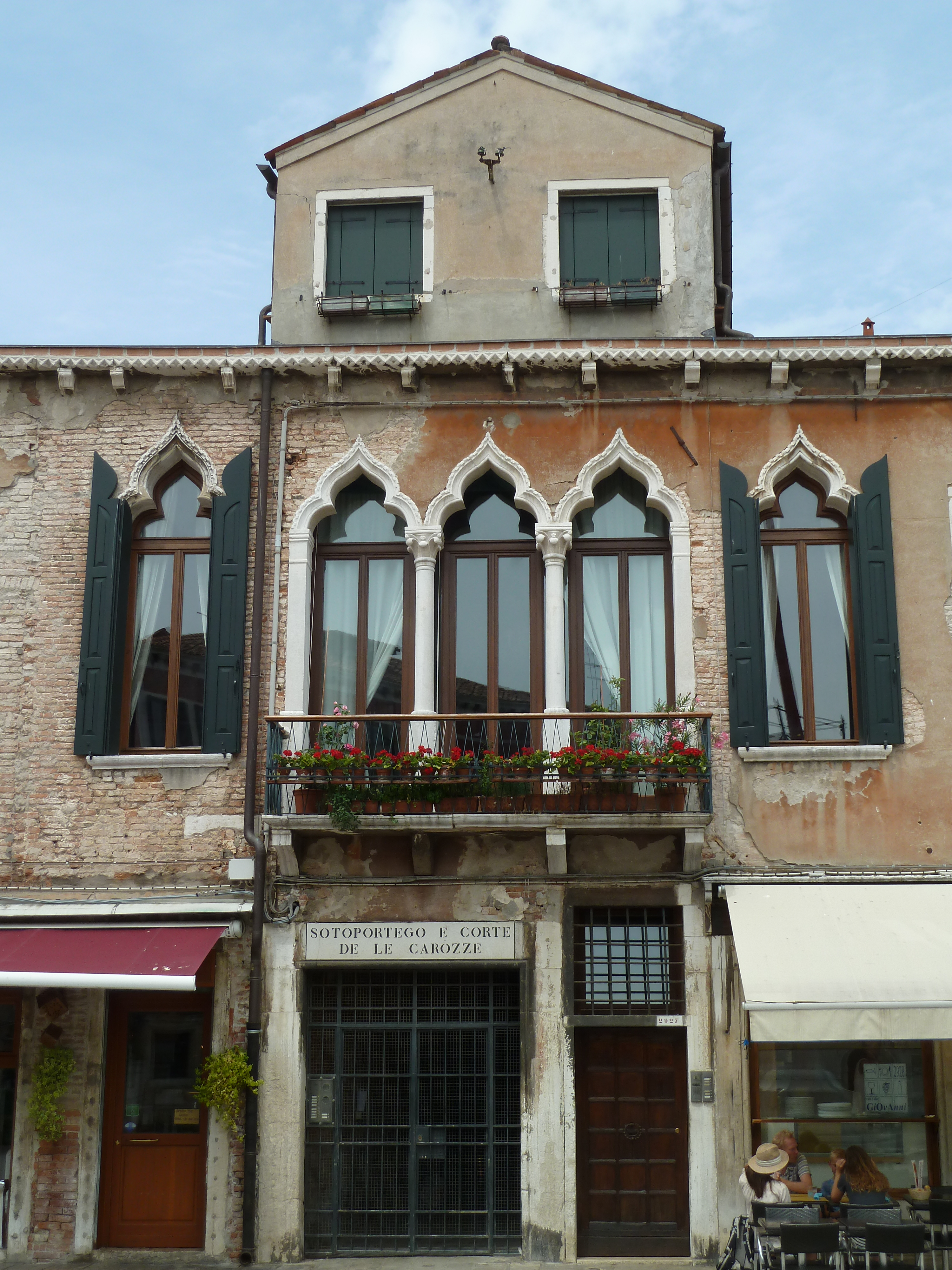
Die dem Campo zugewandte Fassade der Casa Foscolo Corner

Die Gebäude des einst am äußersten Stadtrand liegenden Platzes waren und sind von verhältnismäßig geringer kunsthistorischer Bedeutung. Dennoch ragt ein gotisches, einstöckiges Bauwerk, dazu der benachbarte Palazzetto Corner Foscolo aus dem 13. Jahrhundert heraus, der einen offenen Hof mit einer Freitreppe bietet. Allerdings wurde das Bauwerk vielfach restauriert, so dass es mitunter weniger dem Bauwerk des Spätmittelalters, als den späteren Vorstellungen von dieser Epoche entspricht. In der Calle Renier befindet sich noch ein Portal des zerstörten Palazzo Renier.
Die barocke Scuola Grande dei Carmini, entworfen von Francesco Cantello und vervollkommnet durch Baldassare Longhena, befindet sich am Westende des Platzes bei der etwas versteckten Carmini-Kirche, von den Venezianern die „Carmini“ genannt. Dabei handelt es sich um ein gewaltiges Bauwerk des 17. Jahrhunderts, dessen Innendekoration einschließlich der Gemälde von Tiepolo erhalten ist.
Ursprünglich bildete der 1863 zugeschüttete Rio della Scoazzera den Südrand des Platzes. Dies gibt der Scuola dei Varoteri von 1725, wo heute das Consiglio di Quartiere 2 seine Versammlungen abhält, eine so nicht vorgesehene zentrale Position auf dem vergrößerten Platz. Auch der einstige Rio Terà Canal („terà“ bezeichnet immer einen zugeschütteten Rio), der die Verbindung zum Rio di San Barnabà herstellte, wurde 1863 zugeschüttet. Daran erinnert eine Hausinschrift mit den Worten: „Colmato il Rio / A maggior ampiezza / MDCCCLXIII / Podestà Bembo“.
Weitere Zunftgebäude sind die Scuola del Santissimo Sacramento neben der Margaretenkirche, unmittelbar neben dem Campanile, und die Scuola de San Vettor e Santa Margarita.